# Gran Premio di Sakhir 2020
Il Gran Premio di Sakhir 2020 è stata la sedicesima prova della stagione 2020 del campionato mondiale di Formula 1. La gara si è corsa domenica 6 dicembre sul circuito di Manama ed è stata vinta dal messicano Sergio Pérez su Racing Point-BWT Mercedes, al primo successo in carriera, sia per lui che per la sua scuderia; Pérez ha preceduto all'arrivo il francese Esteban Ocon su Renault, al primo podio in carriera, e il suo compagno di scuderia, il canadese Lance Stroll.

## Vigilia

### Sviluppi futuri
I piloti di Formula 2, il russo Nikita Mazepin e il tedesco Mick Schumacher, attualmente in lotta per il campionato piloti di categoria e figlio del sette volte campione del mondo di Formula 1 Michael, vengono annunciati alla guida della Haas, a partire dalla prossima stagione. Nikita sceglie come numero di gara il 9, utilizzato l'ultima volta dallo svedese Marcus Ericsson nel Gran Premio di Abu Dhabi 2018, mentre Mick il 47, utilizzato per l'ultima volta dal belga Stoffel Vandoorne nel Gran Premio del Bahrein 2016.
La Ferrari annuncia che Simone Resta, responsabile dell’area ingegneria della scuderia, lascia il team di Maranello per approdare in quello americano della Haas a partire dalla stagione successiva.

### Aspetti tecnici
Per questo Gran Premio la Pirelli offre la scelta tra gomme di mescola C2, C3 e C4, la stessa tipologia di gomme utilizzata nel precedente Gran Premio del Bahrein, in quanto viene utilizzato lo stesso tracciato, ma su una diversa configurazione.
Il Gran Premio si corre su una configurazione del circuito di Manama chiamata Outer Circuit, mai utilizzata prima d'ora dalla Formula 1, caratterizzata da 11 curve, 8 a destra e 3 a sinistra, e una lunghezza di 3 543 km. L'ultima volta che la massima categoria ha utilizzato una configurazione diversa accadde nel 2010, in occasione della prima prova della stagione, il Gran Premio del Bahrein, quando, per onorare i 60 anni della categoria, fu utilizzata un'altra configurazione della pista, chiamata Endurance Circuit, caratterizzata da 24 curve, 15 a destra e 9 a sinistra, e una lunghezza di 6 299 km, la più lunga tra tutte le configurazioni utilizzabili del circuito di Manama. Nella storia della Formula 1, diventa il primo tracciato ad ospitare Gran Premi validi per il campionato mondiale su tre configurazioni diverse.
La gara si disputa su 87 giri, in notturna, per superare la distanza minima di gara di 305 km stabilita dal regolamento. Era dal Gran Premio d'Australia 1995 (81 giri) che una corsa non superava gli 80 giri di durata. Secondo le simulazioni effettuate, il tempo di percorrenza sul giro previsto è inferiore ai 55 secondi. Il tempo della pole position (58"79) stabilito da Niki Lauda su Ferrari sul circuito di Digione durante il Gran Premio di Francia 1974, ad oggi record mondiale, potrebbe essere battuto.
La FIA stabilisce il primo intermedio posizionato 290 metri prima della quarta curva, mentre il secondo 10 metri dopo la nona curva. Lo speed trap, ovvero il punto in cui viene rilevata la velocità massima, è posizionato 158 metri prima della prima curva, come nella configurazione classica.
Sono previste due zone in cui potrà essere utilizzato il DRS: la prima zona è stabilita sul rettilineo dei box, con punto per la determinazione del distacco fra piloti posto prima della curva 10; la seconda zona nel tratto compreso tra le curve 3 e 4, con detection point fissato prima della prima curva. Queste sono anche due delle tre zone DRS utilizzate nella configurazione classica del circuito, chiamata Grand Prix Circuit.
Dopo il grave incidente in cui è rimasto coinvolto il pilota francese della Haas, Romain Grosjean, nel corso delle prime fasi del Gran Premio del Bahrein, la Federazione aggiunge una fila di pneumatici e un nastro di copertura, posizionati sulla barriera dove ha impattato la Haas. I muretti di cemento, che erano stati lì posizionati in occasione della ripartenza della gara precedente, sono stati sostituiti con delle nuove barriere in acciaio.
La Federazione stabilisce l'uscita dell'ottava curva come parte del tracciato da fare rispettare ai piloti i limiti di esso, causa annullamento del tempo sul giro.

### Aspetti sportivi
Inizialmente la gara non era prevista nel calendario, ma a causa della pandemia di COVID-19, che ha portato alla cancellazione e al rinvio di numerose gare, la FIA è stata costretta a ridisegnare le date della stagione. Solo il 25 agosto viene confermato il calendario definitivo, che prevede 17 appuntamenti. Tra questi, ne fa parte il debutto del Gran Premio di Sakhir. Dato il divieto di chiamare due prove diverse con il medesimo nome in uno stesso campionato in quanto già presente il Gran Premio del Bahrein, la Federazione denomina l'appuntamento come "Gran Premio di Sakhir" dal nome della località dove ha sede il circuito. È il terzo Gran Premio ospitato da una nazione del Medio Oriente, dopo i Gran Premi di Bahrein e Abu Dhabi.
Il circuito diventa il terzo nella storia del campionato mondiale a ospitare due gare iridate nello stesso anno, il primo però a farlo su due configurazioni diverse, dopo il Red Bull Ring, utilizzato per il consueto Gran Premio d'Austria e in questa stagione per la prima edizione del Gran Premio di Stiria, e il circuito di Silverstone, utilizzato per il classico Gran Premio di Gran Bretagna e in questo campionato, eccezionalmente, per il Gran Premio del 70º Anniversario.
Gli organizzatori, alla vigilia del ritorno in calendario del Gran Premio di Turchia, annunciano che la gara si svolge a porte chiuse, come già avvenuto tra il Gran Premio d'Austria, la gara inaugurale della stagione, e il Gran Premio d'Italia, e tra la prima edizione del Gran Premio dell'Emilia-Romagna e la gara precedente, sempre in Bahrein.
Il pilota francese della Haas, Romain Grosjean, non prende parte al Gran Premio a causa del grave incidente accadutogli durante le prime fasi del Gran Premio del Bahrein. Viene sostituito dal pilota di riserva della scuderia, il brasiliano Pietro Fittipaldi, nipote del campione del mondo 1972 e 1974 Emerson, che fa così il suo debutto nella massima categoria, diventando il quarto membro della famiglia a correre in Formula 1 (l'ultimo era stato Christian, figlio di Wilson, a sua volta fratello di Emerson, nel Gran Premio d'Australia 1994). Il nipote d'arte è anche il primo pilota della sua nazione ad essere presente sulla griglia di partenza dopo Felipe Massa nel Gran Premio di Abu Dhabi 2017. Fittipaldi sceglie il numero 51, non più utilizzato in una gara di Formula 1 dal Gran Premio degli Stati Uniti d'America-Est 1980, quando Geoff Lees non si qualificò con la Williams-Ford Cosworth. Per la prima volta, da quando corre nella massima formula, la Haas non iscrive a una gara Romain Grosjean.
Il pilota campione del mondo della Mercedes, Lewis Hamilton, è costretto a saltare il Gran Premio a causa della sua positività al SARS-CoV-2. È il primo Gran Premio a cui il pilota britannico non prende parte, dal suo esordio avvenuto nel Gran Premio d'Australia 2007 alla guida della McLaren. Per il pilota della Mercedes si conclude la striscia record di 48 gare consecutive all'arrivo iniziata nel Gran Premio di Gran Bretagna 2018. Per Hamilton si conclude anche la striscia record di 48 arrivi consecutivi nei punti. Viene sostituito dal pilota titolare della Williams e suo connazionale, George Russell. Il posto di Russell viene preso dal pilota di riserva della scuderia britannica, Jack Aitken, che aveva già debuttato in Formula 1 nel corso della prima sessione di prove libere della prima edizione del Gran Premio di Stiria. Aitken sceglie il numero 89, utilizzato per l'ultima volta dall'americano Al Herman nella 500 Miglia di Indianapolis 1959, all'epoca valida come prova per il mondiale. Hamilton è il terzo pilota a risultare positivo al SARS-CoV-2 in questo campionato dopo il messicano della Racing Point Sergio Pérez, costretto a saltare sia il Gran Premio di Gran Bretagna che il Gran Premio del 70º Anniversario, sostituito in entrambe le gare da Nico Hülkenberg, e il suo compagno di scuderia, il canadese Lance Stroll, che non ha preso parte alla prima edizione del Gran Premio dell'Eifel, anche in questo caso con il pilota tedesco a prendere il suo posto.
Il Gran Premio è sponsorizzato da Rolex.
La Federazione Internazionale dell'Automobile indica l'ex pilota di Formula 1 Mika Salo come commissario aggiunto per la gara. Il finlandese ha già svolto in passato tale funzione, l'ultima nella gara precedente, sempre in Bahrein.

## Prove

### Resoconto
George Russell, all'esordio sulla Mercedes, fa segnare il miglior tempo nella prima sessione di prove del venerdì, ottenendo anche il tempo più basso sul giro della storia per un Gran Premio premio valido per il campionato mondiale di Formula 1.
Il britannico, che ha delle difficoltà ad adattarsi alla vettura lasciata da Lewis Hamilton, per la sua maggiore altezza, ha compiuto ben 49 giri sul corto tracciato di Manama, precedendo Max Verstappen, su Red Bull Racing, staccato di meno di due decimi, mentre terzo si è classificato il compagno di team di quest'ultimo, Alexander Albon. Albon è stato anche autore di un testacoda. Valtteri Bottas, l'altro pilota della scuderia tedesca, ha chiuso con il quarto tempo, finalizzando il suo lavoro maggiormente sulla ricerca della stabilità per la gara.
Al quinto e sesto posto si sono piazzate le due AlphaTauri, anche se, sulla vettura di Pierre Gasly, ha ceduto uno degli specchietti retrovisori, tanto da costringere il francese a rientrare ai box, bloccando con una mano lo specchietto danneggiato.
Russell si è confermato come il pilota più rapido anche nella seconda sessione, con un tempo leggermente superiore a quello fatto segnare nella prima. Anche in questo caso il pilota britannico ha preceduto Verstappen, mentre si è posizionato al terzo posto Sergio Pérez. In realtà il miglior tempo era stato colto dall'altro pilota della Mercedes, Bottas, che si è visto però cancellare la prestazione, per avere tagliato i limiti della pista alla curva 8. Al termine della sessione è così classificato solo all'undicesimo posto.
Pierre Gasly, dopo il problema allo specchietto nella sessione precedente, è stato colpito da un sasso a una mano, mentre Carlos Sainz Jr. ha subito dei problemi con il cambio della sua McLaren. L'altro pilota della scuderia inglese, Lando Norris, ha potuto chiudere solo pochi giri, in quanto il fondo della vettura è stato danneggiato da un'escursione di pista. Problemi tecnici si sono verificati anche per le Ferrari. Charles Leclerc ha completato solo due giri, a causa della rottura di un semiasse, mentre Sebastian Vettel non ha un buon equilibrio con la vettura, tanto da essere autore di diversi testacoda.
Prima della terza sessione di prove libere del sabato i meccanici della Haas sono costretti a sostituire varie componenti della power unit della vettura di Pietro Fittipaldi. Per questo motivo il pilota brasiliano è penalizzato di 15 posizioni sulla griglia di partenza.
Nella sessione del sabato sale al primo posto Max Verstappen, che ottiene la miglior prestazione assoluta delle prove libere, ottenuta con gomme soft. L'olandese della Red Bull Racing ha preceduto Valtteri Bottas, che ha colto il suo tempo nella prima fase della sessione, quando la pista non era ancora perfettamente gommata. Gasly, terzo, ha confermato il buon feeling della AlphaTauri con il tracciato.
Ha chiuso solo con il settimo tempo Russell, il migliore del venerdì, ma la poca lunghezza della pista fa sì che i distacchi tra i piloti siano molto limitati, tanto che Sebastian Vettel, quindicesimo, è a meno di otto decimi dal tempo di Verstappen. La sessione del tedesco è stata interrotta in anticipo da un problema causato dalla power unit, che ha costretto la scuderia italiana a sostituire questa componente. Potendo utilizzare un'unità già usata, il tedesco non subisce penalizzazioni in griglia di partenza.

### Risultati
Nella prima sessione del venerdì si è avuta questa situazione:
| Pos | Nº | Pilota          | Costruttore           | Tempo  | Gap    | Giri |
| --- | -- | --------------- | --------------------- | ------ | ------ | ---- |
| 1   | 63 | George Russell  | Mercedes              | 54"546 |        | 49   |
| 2   | 33 | Max Verstappen  | Red Bull Racing-Honda | 54"722 | +0"176 | 29   |
| 3   | 23 | Alexander Albon | Red Bull Racing-Honda | 54"811 | +0"265 | 18   |

Nella seconda sessione del venerdì si è avuta questa situazione:
| Pos | Nº | Pilota         | Costruttore               | Tempo  | Gap    | Giri |
| --- | -- | -------------- | ------------------------- | ------ | ------ | ---- |
| 1   | 63 | George Russell | Mercedes                  | 54"713 |        | 48   |
| 2   | 33 | Max Verstappen | Red Bull Racing-Honda     | 54"841 | +0"128 | 43   |
| 3   | 11 | Sergio Pérez   | Racing Point-BWT Mercedes | 54"866 | +0"153 | 52   |

Nella sessione del sabato si è avuta questa situazione:
| Pos | Nº | Pilota          | Costruttore           | Tempo  | Gap    | Giri |
| --- | -- | --------------- | --------------------- | ------ | ------ | ---- |
| 1   | 33 | Max Verstappen  | Red Bull Racing-Honda | 54"064 |        | 23   |
| 2   | 77 | Valtteri Bottas | Mercedes              | 54"270 | +0"206 | 20   |
| 3   | 10 | Pierre Gasly    | AlphaTauri-Honda      | 54"427 | +0"363 | 24   |

## Qualifiche

### Resoconto
Nonostante i dubbi sulla possibilità che la pista così corta produca dei problemi di traffico, nei primi minuti della Q1 solo Haas, Williams e Alfa Romeo Racing inviano i piloti sul tracciato. Il primo a comandare la lista dei tempi è Kevin Magnussen, battuto in seguito da Carlos Sainz Jr.. Lo spagnolo ottiene il tempo con gomme dure, prima di essere, a sua volta, battuto da Pierre Gasly, che monta, invece, gomme medie. Si alternano al comando Charles Leclerc e Daniil Kvjat, prima dell'arrivo di Valtteri Bottas (anche lui su gomme medie), che ferma i cronometri con il tempo di 54"607, meno di due decimi meglio del tempo dell'altro pilota della Mercedes, George Russell.
Il tempo del finlandese è migliorato da Sergio Pérez, di ben 340 millesimi. Il messicano monta però gomme morbide. Lance Stroll, sull'altra Racing Point, batte il tempo di Russell, ma non quello di Bottas. Lando Norris, che era scalato fino al quinto posto, vede il suo tempo annullato, per avere superato i limiti del tracciato. Recuperano posizioni le Red Bull Racing, con Alexander Albon che sale terzo, e Max Verstappen che, con 54"037, è primo.
Daniel Ricciardo strappa il terzo tempo, mentre Pérez si conferma competitivo, salendo al secondo posto. Gli ultimi minuti della sessione rivedono in pista tutti i piloti. Le Mercedes optano ora per coperture medie. Nel frattempo Gasly rimonta secondo, mentre Kevin Magnussen è nono. Bottas scende sotto i 54 secondi, strappando il primo posto, mentre Russell, terzo, è staccato di 256 millesimi dal tempo del suo compagno di team. Solo negli ultimi secondi Albon strappa la qualificazione alla seconda fase. Vengono eliminati i due piloti della Haas, i due della Williams e Kimi Räikkönen. Diciotto piloti su venti sono comunque dentro il secondo dal tempo migliore di sessione.
In Q2 Carlos Sainz Jr. fissa il primo tempo, battuto presto da Leclerc. Con l'arrivo delle Mercedes, che usano gomme medie, la classifica viene rivoluzionata: Bottas fissa il tempo migliore in 53"803, con Russell di soli 16 millesimi più lento del finlandese. Risulta più staccato Verstappen, a oltre due decimi, ma che si piazza davanti al duo della Scuderia AlphaTauri. In seguito il tempo di Pierre Gasly è annullato dai commissari. Il primato di Bottas viene incrinato da Pérez, che chiude con 53"787, mentre Lance Stroll si piazza quarto, staccato di 53 millesimi. Albon sale sesto, giusto alle spalle di Verstappen. Risale anche Sainz Jr., terzo. Leclerc, che nel primo tentativo aveva usato gomme medie, chiude sesto, montando ancora questo tipo di mescole.
Per l'ultimo giro lanciato però, sia le Mercedes che il monegasco decidono di affrontare la pista con le gomme morbide. Lando Norris, alla ricerca del tempo per la Q3, abortisce il suo giro; Stroll non si migliora, mentre Gasly sale sesto, battuto dalla Renault di Ricciardo. Ocon è poi ottavo, Kvjat settimo. Il più veloce di sessione è però Max Verstappen, con gomme soft (53"647). Non passano alla fase finale delle qualifiche Esteban Ocon, Albon, Sebastian Vettel, Antonio Giovinazzi e Norris.
In Q3 vanno subito al comando le due Mercedes: Valtteri Bottas ottiene il tempo di 53"760, con 212 millesimi di margine su George Russell. Poco dopo scala primo Max Verstappen, con 53"591, davanti, per soli 22 millesimi, a Charles Leclerc. Il monegasco, non avendo a disposizione nessun treno di gomme morbide nuovo, di fatto termina la Q3 con questo primo tentativo. Anche Daniel Ricciardo chiude con un ottimo tempo, a soli otto millesimi dal tempo di Russell. Le due Racing Point sono vicine: Pérez è quarto, a 207 millesimi da Verstappen, mentre è solo ottavo Lance Stroll.
Con il secondo tentativo Bottas riconferma la velocità delle Mercedes, scalando in pole position provvisoria, con 53"377. Anche l'altro pilota della scuderia tedesca, Russell, migliora, e completa la seconda fila. Vista la rapidità con cui viene completato un giro, i piloti provano per un terzo giro rapido, ma la situazione non cambia, anche se Max Verstappen lima la sua distanza da Bottas a 56 millesimi.
Valtteri Bottas coglie la sua sedicesima pole position, mentre George Russell, secondo, ottiene la sua migliore prestazione in qualifica in carriera. Il tempo della pole position (53"377) rappresenta il tempo più rapido della storia della Formula 1 stabilito in una sessione di qualifica, avendo infranto il tempo record di 58"79 stabilito da Niki Lauda su Ferrari sul circuito di Digione durante il Gran Premio di Francia 1974.

### Risultati
Nella sessione di qualifica si è avuta questa situazione:
| Pos                       | Nº | Pilota             | Costruttore               | Q1     | Q2     | Q3     | Griglia |
| ------------------------- | -- | ------------------ | ------------------------- | ------ | ------ | ------ | ------- |
| 1                         | 77 | Valtteri Bottas    | Mercedes                  | 53"904 | 53"803 | 53"377 | 1       |
| 2                         | 63 | George Russell     | Mercedes                  | 54"160 | 53"819 | 53"403 | 2       |
| 3                         | 33 | Max Verstappen     | Red Bull Racing-Honda     | 54"037 | 53"647 | 53"433 | 3       |
| 4                         | 16 | Charles Leclerc    | Ferrari                   | 54"249 | 53"825 | 53"613 | 4       |
| 5                         | 11 | Sergio Pérez       | Racing Point-BWT Mercedes | 54"236 | 53"787 | 53"790 | 5       |
| 6                         | 26 | Daniil Kvjat       | AlphaTauri-Honda          | 54"346 | 53"856 | 53"906 | 6       |
| 7                         | 3  | Daniel Ricciardo   | Renault                   | 54"388 | 53"871 | 53"957 | 7       |
| 8                         | 55 | Carlos Sainz Jr.   | McLaren-Renault           | 54"450 | 53"818 | 54"010 | 8       |
| 9                         | 10 | Pierre Gasly       | AlphaTauri-Honda          | 54"207 | 53"941 | 54"154 | 9       |
| 10                        | 18 | Lance Stroll       | Racing Point-BWT Mercedes | 54"595 | 53"840 | 54"200 | 10      |
| 11                        | 31 | Esteban Ocon       | Renault                   | 54"309 | 53"995 | N.D.   | 11      |
| 12                        | 23 | Alexander Albon    | Red Bull Racing-Honda     | 54"620 | 54"026 | N.D.   | 12      |
| 13                        | 5  | Sebastian Vettel   | Ferrari                   | 54"301 | 54"175 | N.D.   | 13      |
| 14                        | 99 | Antonio Giovinazzi | Alfa Romeo Racing-Ferrari | 54"523 | 54"377 | N.D.   | 14      |
| 15                        | 4  | Lando Norris       | McLaren-Renault           | 54"194 | 54"693 | N.D.   | 19      |
| 16                        | 20 | Kevin Magnussen    | Haas-Ferrari              | 54"705 | N.D.   | N.D.   | 15      |
| 17                        | 6  | Nicholas Latifi    | Williams-Mercedes         | 54"796 | N.D.   | N.D.   | 16      |
| 18                        | 89 | Jack Aitken        | Williams-Mercedes         | 54"892 | N.D.   | N.D.   | 17      |
| 19                        | 7  | Kimi Räikkönen     | Alfa Romeo Racing-Ferrari | 54"963 | N.D.   | N.D.   | 18      |
| 20                        | 51 | Pietro Fittipaldi  | Haas-Ferrari              | 55"426 | N.D.   | N.D.   | 20      |
| Tempo limite 107%: 57"677 |    |                    |                           |        |        |        |         |

In grassetto sono indicate le migliori prestazioni in Q1, Q2 e Q3.

## Gara

### Resoconto
Tra i primi dieci della griglia di partenza solo le due Mercedes sono su gomme medie; gli altri piloti optano per gomme morbide.
Al via George Russell è autore di un'ottima partenza, tanto da portarsi subito in testa. Parte meno bene Valtteri Bottas che viene attaccato da Max Verstappen e Sergio Pérez. Sul terzetto arriva anche Charles Leclerc, che impatta sulla vettura del messicano, alla quarta curva. Il monegasco esce fuori pista, accompagnato da Verstappen: entrambi sono costretti all'abbandono, mentre il messicano effettua subito una sosta, rientrando in gara diciottesimo. La direzione di gara decide per la safety car.
La gara riprende al sesto giro, sempre con Russell, che comanda davanti a Bottas e Carlos Sainz Jr.; seguono poi Daniel Ricciardo, Daniil Kvjat, Lance Stroll, Pierre Gasly, ed Esteban Ocon. Alla ripartenza Sainz Jr. passa subito Bottas, che però è capace di riprendersi la seconda piazza. Nei giri seguenti Russell riesce ad aumentare il suo margine sul compagno di scuderia, portandolo, al dodicesimo giro, a un secondo e mezzo. La classifica rimane congelata nelle prime posizioni, mentre Sergio Pérez risale rapidamente e, al ventiduesimo giro, è già nono, dopo il pit stop di Lando Norris, e un sorpasso su Alexander Albon. Sainz Jr. si ferma al ventinovesimo giro, così come Ricciardo e Pierre Gasly. Al trentesimo passaggio è il turno per l'altra Renault, quella di Ocon. La classifica vede sempre al comando George Russell, che precede il compagno di team Bottas, poi Lance Stroll, Ocon, Pérez, Albon, Sainz Jr., Kvjat, Ricciardo e Gasly. Ocon, già al quarantaduesimo giro, si ferma per la seconda volta, optando per le mescole più dure.
Al quarantatreesimo giro si ferma Stroll, seguito, nei due giri successivi, dalle due Mercedes, prima Russell e poi Bottas. Russell, nel suo primo giro dopo il pit stop soffre di un problema di potenza, che viene presto però risolto. Dopo la sosta il margine tra le due Mercedes si è ampliato a oltre otto secondi, sempre a favore di George Russell. Alle spalle di Bottas c'è Sainz Jr., seguito da Kvjat, Ricciardo e Ocon. Il russo dell'AlphaTauri attende il cinquantatreesimo giro per la sua sosta. Poco dopo Nicholas Latifi deve parcheggiare la sua Williams a bordo del tracciato. Ciò costringe la direzione di gara a decidere per il regime di virtual safety car. Sfruttano il momento, per una nuova sosta, Sebastian Vettel, Ocon e Pérez. La sosta del ferrarista è penalizzata dalla difficoltà nel montare la ruota anteriore sinistra.
La gara riprende nella sua piena valenza sportiva, con George Russell che conduce con un gap di 5"2 su Bottas; dietro Sergio Pérez passa sia Stroll che Ocon, portandosi in terza posizione. Una nuova interruzione della gara si verifica al sessantatreesimo giro, quando Jack Aitken va in testacoda all'ultima curva, colpisce le barriere, e perde l'alettone anteriore, proprio in traiettoria. Il pilota porta la sua Williams ai box, ma la direzione di gara è costretta ancora ad inviare in pista la safety car, per la seconda volta, al fine di permettere la rimozione dell'alettone. Le Mercedes vengono richiamate ai box. C'è però confusione: sulla vettura di Russell sono montate le gomme destinate a Bottas che, arrivato ai box, prima deve attendere che i meccanici terminino il cambio gomme sull'altra monoposto, poi si trova con una gomma che non riesce a essere fissata. Infine i meccanici rimontano le gomme appena tolte dalla vettura. Russell, per evitare una penalizzazione, viene richiamato ai box, al fine di montare il set di gomme previsto.
La classifica vede al comando così Sergio Pérez, che è davanti a Esteban Ocon, poi Lance Stroll, che precede le due Mercedes, con Bottas ora davanti a Russell; seguono poi Carlos Sainz Jr. e Daniel Ricciardo. Alla ripartenza Stroll rischia di tamponare Ocon. Nei primi giri successivi alla ripartenza Bottas, in crisi con la temperatura degli pneumatici dopo il lungo pit stop, non riesce ad essere incisivo: George Russell ne approfitta e, sfruttando le gomme nuove a sua disposizione, recupera presto la seconda piazza, passando lo stesso Bottas, Stroll e Ocon. Il britannico arriva fino a due secondi di ritardo da Pérez, quando viene fermato da una foratura, che lo costringe a una nuova sosta. Rientra in gara fuori dalla zona dei punti, che però recupera con una serie di sorpassi, negli ultimi giri. Il britannico conquista anche il punto addizionale grazie al suo primo giro veloce in carriera. Il tempo del giro veloce registrato (55"404) rappresenta il record assoluto del giro più veloce stabilito in gara nella storia della Formula 1, battendo il tempo di un minuto stabilito da Jody Scheckter su Tyrrell nel Gran Premio di Francia 1974.
Sergio Pérez conquista la sua prima vittoria nel campionato mondiale di Formula 1, al suo centonovantesimo Gran Premio. È il centodecimo pilota diverso a vincere una gara iridata. È la prima vittoria per un pilota messicano, da quella ottenuta al Gran Premio del Belgio 1970 da Pedro Rodríguez su BRM.. Perez diventa inoltre il pilota ad aver corso il maggior numero di gare prima di conquistare una vittoria, ovvero 188 GP, superando il precedente record di Mark Webber di 130 gare. Completano il podio Esteban Ocon, al suo primo podio in carriera, e l'altro pilota della Racing Point, Lance Stroll. Questo è il primo successo per la Racing Point, come costruttore. Era dal Gran Premio d'Australia 2013, che una scuderia con la licenza britannica non riusciva a vincere, all'epoca fu la Lotus con al volante Kimi Räikkönen.

### Risultati
I risultati del Gran Premio sono i seguenti:
| Pos | Nº | Pilota             | Costruttore               | Giri | Tempo/Ritiro                            | Griglia | Punti |
| --- | -- | ------------------ | ------------------------- | ---- | --------------------------------------- | ------- | ----- |
| 1   | 11 | Sergio Pérez       | Racing Point-BWT Mercedes | 87   | 1h31'15"114                             | 5       | 25    |
| 2   | 31 | Esteban Ocon       | Renault                   | 87   | +10"518                                 | 11      | 18    |
| 3   | 18 | Lance Stroll       | Racing Point-BWT Mercedes | 87   | +11"869                                 | 10      | 15    |
| 4   | 55 | Carlos Sainz Jr.   | McLaren-Renault           | 87   | +12"580                                 | 8       | 12    |
| 5   | 3  | Daniel Ricciardo   | Renault                   | 87   | +13"330                                 | 7       | 10    |
| 6   | 23 | Alexander Albon    | Red Bull Racing-Honda     | 87   | +13"842                                 | 12      | 8     |
| 7   | 26 | Daniil Kvjat       | AlphaTauri-Honda          | 87   | +14"534                                 | 6       | 6     |
| 8   | 77 | Valtteri Bottas    | Mercedes                  | 87   | +15"389                                 | 1       | 4     |
| 9   | 63 | George Russell     | Mercedes                  | 87   | +18"556                                 | 2       | 3     |
| 10  | 4  | Lando Norris       | McLaren-Renault           | 87   | +19"541                                 | 19      | 1     |
| 11  | 10 | Pierre Gasly       | AlphaTauri-Honda          | 87   | +20"527                                 | 9       |       |
| 12  | 5  | Sebastian Vettel   | Ferrari                   | 87   | +22"611                                 | 13      |       |
| 13  | 99 | Antonio Giovinazzi | Alfa Romeo Racing-Ferrari | 87   | +24"111                                 | 14      |       |
| 14  | 7  | Kimi Räikkönen     | Alfa Romeo Racing-Ferrari | 87   | +26"153                                 | 18      |       |
| 15  | 20 | Kevin Magnussen    | Haas-Ferrari              | 87   | +32"370                                 | 15      |       |
| 16  | 89 | Jack Aitken        | Williams-Mercedes         | 87   | +33"674                                 | 17      |       |
| 17  | 51 | Pietro Fittipaldi  | Haas-Ferrari              | 87   | +36"858                                 | 20      |       |
| Rit | 6  | Nicholas Latifi    | Williams-Mercedes         | 52   | Perdita d'olio                          | 16      |       |
| Rit | 33 | Max Verstappen     | Red Bull Racing-Honda     | 0    | Collisione con C. Leclerc e S. Pérez    | 3       |       |
| Rit | 16 | Charles Leclerc    | Ferrari                   | 0    | Collisione con S. Pérez e M. Verstappen | 4       |       |

George Russell riceve un punto addizionale per avere segnato il giro più veloce della gara.

## Classifiche mondiali

### Piloti
| Pos | Pilota             | Punti |
| --- | ------------------ | ----- |
| 1   | Lewis Hamilton     | 332   |
| 2   | Valtteri Bottas    | 205   |
| 3   | Max Verstappen     | 189   |
| 4   | Sergio Pérez       | 125   |
| 5   | Daniel Ricciardo   | 112   |
| 6   | Charles Leclerc    | 98    |
| 7   | Carlos Sainz Jr.   | 97    |
| 8   | Alexander Albon    | 93    |
| 9   | Lando Norris       | 87    |
| 10  | Lance Stroll       | 74    |
| 11  | Pierre Gasly       | 71    |
| 12  | Esteban Ocon       | 60    |
| 13  | Sebastian Vettel   | 33    |
| 14  | Daniil Kvjat       | 32    |
| 15  | Nico Hülkenberg    | 10    |
| 16  | Kimi Räikkönen     | 4     |
| 17  | Antonio Giovinazzi | 4     |
| 18  | George Russell     | 3     |
| 19  | Romain Grosjean    | 2     |
| 20  | Kevin Magnussen    | 1     |

### Costruttori
| Pos | Costruttore               | Punti |
| --- | ------------------------- | ----- |
| 1   | Mercedes                  | 540   |
| 2   | Red Bull Racing-Honda     | 282   |
| 3   | Racing Point-BWT Mercedes | 194   |
| 4   | McLaren-Renault           | 184   |
| 5   | Renault                   | 172   |
| 6   | Ferrari                   | 131   |
| 7   | AlphaTauri-Honda          | 103   |
| 8   | Alfa Romeo Racing-Ferrari | 8     |
| 9   | Haas-Ferrari              | 3     |

## Decisioni della FIA
Al termine della gara Charles Leclerc viene convocato dai commissari sportivi per avere causato un incidente alla quarta curva del tracciato nel corso del primo giro, che ha coinvolto sia Sergio Pérez che Max Verstappen, con quest'ultimo costretto al ritiro, insieme a Leclerc. Il pilota monegasco della Ferrari viene penalizzato di tre posizioni sulla griglia di partenza del successivo Gran Premio di Abu Dhabi. Leclerc si vede sottratto anche due punti sulla Superlicenza.
Anche la Mercedes viene convocata dai commissari in quanto, durante un pit stop di George Russell, i meccanici hanno montato una delle gomme del set previsto per l'altro pilota della Mercedes, Valtteri Bottas, infrangendo il regolamento sportivo. I meccanici di Russell non avevano ricevuto il messaggio dell'ingresso ai box del proprio pilota. A Bottas è stato montato conseguentemente uno pneumatico del set di Russell, ma il team se n'è accorto prima di rimetterlo in pista, ricambiando nuovamente le gomme del finlandese. Russell è rientrato dopo un giro per correggere l'errore, mentre Bottas si è trovato sulle stesse gomme con cui era entrato ai box. La FIA ha considerato che entrambi i piloti sono stati penalizzati e non avvantaggiati dall'irregolarità. Per questo motivo la scuderia tedesca è stata multata di 20 000 euro, nonostante un'infrazione del genere possa essere anche punita con la squalifica.